# St. Laurentius (Giesel)
| St. Laurentius, Giesel                                         |                    |
| Turm, Frontportal mit Kirchplatz und fünfeckigem Kirchenschiff |                    |
| Turm, Frontportal mit Kirchplatz und fünfeckigem Kirchenschiff |                    |
| Ort                                                            | Giesel (Neuhof)    |
| Konfession                                                     | römisch-katholisch |
| Diözese                                                        | Fulda              |
| Patrozinium                                                    | Laurentius von Rom |
| Baujahr                                                        | 1962               |
| Bautyp                                                         | Saalkirche         |
| Funktion                                                       | Filialkirche       |

St. Laurentius ist eine römisch-katholische Filialkirche in Giesel, Gemeinde Neuhof im osthessischen Landkreis Fulda, die zum Bistum Fulda gehört und dem Dekanat Fulda zugeordnet ist. Das Kirchengebäude steht an der Laurentiusstraße, der L 3206.
Die Kirche steht unter dem Patrozinium des heiligen Laurentius. Seinen Gedenktag feiert die katholische Kirche am 10. August.

## Geschichte der Kirchen
Schon um 1150 existierte eine Kapelle als Filiale des Kirchortes Haimbach. 
Im Jahr 1330 wurde die erste seinerzeit verfallene und wiederaufgebaute Kapelle erwähnt, die der heiligen Maria Magdalena geweiht war. 1333 wurde ein Burgkaplan Nikolaus Roslon für Giesel genannt, das damals zur Pfarrei Haimbach gehörte. Die Gieseler Kapelle wurde 1489 erneut der heiligen Maria Magdalena geweiht. Von 1569 bis 1573 wirkte der evangelische Kaplan Peter Bang in Giesel.
1594 gehörte die nun erwähnte Schlosskapelle zur Pfarrei Haimbach. Nach den Reformationswirren 1604 kehrten unter Fürstabt Balthasar von Dernbach anlässlich einer Rekatholisierung die letzten Einwohner zur katholischen Kirche zurück. Im Dreißigjährigen Krieg (1618–1648) gab es wohl auch Zerstörungen am Schloss. Von 1632 bis 1634 war während der hessischen Okkupation unter Wilhelm V. von Hessen-Kassel der protestantische Prediger Magister Bremer in Giesel tätig.
1657 wurde der heute noch vorhandene und genutzte Taufstein aufgestellt und im Jahr 1659 wurden eigene Kirchenbücher für Giesel begonnen (Pfarramt Haimbach).
1731 wurde unter Fürstabt Adolf von Dalberg Giesel zur eigenen Pfarrei im Dekanat Großenlüder erhoben, zu dem auch die Wallfahrtskirche Kleinheiligkreuz gehört. Bei einer Visitation im Jahr 1763 wurden die Mauern der Kirche (Schlosskapelle) in Giesel als fest, Turm und Dach als unbeschädigt, der Innenraum aber als dunkel und feucht bezeichnet.
Am 1. Januar 1831 wurde unter Bischof Johann Adam Rieger die Filialkirche Mariä Geburt (Istergiesel) von der Pfarrei Haimbach getrennt und durch Umpfarrung der Pfarrei St. Laurentius Giesel zugeordnet. 1840 kam Giesel mit der Filialgemeinde Mariä Geburt Istergiesel zum neu gebildeten Dekanat Neuhof.

### Alte Pfarrkirche
1856 wurde der Bau einer neuen Pfarrkirche an der Stelle der heutigen Pfarrkirche, Laurentiusstraße 40, begonnen. 1859 wurde sie vollendet und am 4. August 1861 durch den Fuldaer Bischof Christoph Florentius Kött zu Ehren des Heiligen Laurentius konsekriert und damit ein Patronatswechsel vollzogen.
1890 erhielt die neue Kirche von dem Orgelbauer Heinrich Hahner aus Fulda eine erste Orgel, das Instrument mit 10 Registern basierte auf mechanischen Kegelladen.
Aus der Gieseler Kirchengeschichte ist die Existenz von vier Kirchen bzw. Kapellen in belegt. Der Standort der ersten Kirche (Kapelle) befand sich in der Schloss- bzw. Zellertstraße auf dem 1959 aufgegebenen und eingeebneten alten Friedhof (heute Grundstück Zellertstraße 6. Die Schlosskapelle mit Friedhof hatte den Zugang von der Schlossstraße) in der Nähe der ehemaligen Burg bzw. des Wasserschlosses (heute Schlossstraße 2). Die zweite Kirche war die 1859 konsekrierte St. Laurentiuskirche. Sie befand sich am gleichen Standort der heutigen dritten Kirche, der zweiten Laurentiuskirche, im ehemaligen „Joßgarten“ in der Laurentiusstraße.

### Neue Pfarrkirche
1961 wurde nach 101 Jahren Nutzung die Vorgängerkirche St. Laurentius von 1859/61 wegen aufsteigender Feuchtigkeit und der wachsenden Pfarrgemeinde abgerissen. Die heutige moderne Pfarrkirche St. Laurentius wurde unter dem Pfarrer Josef Mönninger neu errichtet.
Die Grundsteinlegung erfolgte durch den durch die Bistumsleitung beauftragten Dechanten des Dekanates Neuhof, Eduard Paul (Flieden) am 23. Juli 1961. Am 12. März 1962 erfolgte durch den Fuldaer Domkapitular Dr. Gottfried Flügel die Weihe des neuen, durch zwei neue Glocken (Laurentius und Anna) ergänzte Viergeläut. Am 3. Juni 1962 wurde die neue, im modernen Baustil errichtete Pfarrkirche durch den Fuldaer Weihbischof und späteren Bischof Eduard Schick zu Ehren des Heiligen Laurentius geweiht.

## Architektur
Die Kirche mit ihrem schlanken, freistehenden 35 m hohen Glockenturm (Campanile) wurde 1961 nach den Plänen der Architekten Erich Weber (Fulda) und Herbert Roer (Margetshöchheim) von der Firma Ulrich-Bau (Schmalnau/Fulda) errichtet. Sie ist eine Saalkirche mit beidseitigen Betonglas-Lichtbändern auf dem Grundriss eines unregelmäßigen Fünfecks mit ausgeschiedenem Altarbereich und beidseitigen Motivglasfenstern.
Das Dach steigt zum Altar hin an und hat dort die größte Ausdehnung und größte Lichtfülle. Der Volksaltar aus schwarzem Marmor steht als klar geformter Tisch auf einem leicht erhobenen Stufenpodest. Ihn umstehen das übergroße Altarkreuz, Leuchter und Ambo. Der Tabernakel steht vor der gewinkelten Altarwand und ist in seiner kristallenen Form Mittelpunkt des Chorraums und so des ganzen Kircheninneren.
Hierum ordnen sich in flachem Halbkreis in drei ungleichen Bankpaketen entsprechend der Deckenkonstruktion die 400 Sitzplätze der Gläubigen in drei Bankpaketen um den Altar. Die Anordnung ist so gewählt, dass sich die Blicke nicht begegnen.
Das Material im Inneren der Kirche ist zum großen Teil naturbelassen; der rohe, handgestrichene Ziegelstein der Chorwand, das Holz der Decke, der bruchrauhe Schiefer des Bodens und der sichtbare Boden. Die mit lichtführenden Betonglasfenstern (Lichtbänder) gekrönten Seitenwände sind weiß getüncht.
Das Dach ist eine Stahlkonstruktion der Firma J. u. W. Eickhoff, Hildesheim und die Betonverglasung wurde von der Firma J. Donath und Sohn (Gelsenkirchen) nach Vorlagen von Jupp Jost angefertigt.
Das Charakteristische der ganzen Anlage der Kirche entspricht der Architektur der 1960er Jahre durch eine moderne Einfachheit, fast Strenge.

## Künstlerische Gestaltung
Das Eingangsportal besteht aus vier mittig angeordneten großen Türen. Sie sollen laut der Künstlerin Agnes Mann „die Reinigung des Geistes und des Körpers beim Eintritt in das Haus Gottes, zu Ihm, der mit seinem Geist – über den Gewässern schwebte –“ darstellen. In die je zweiflüglig gegliederten kupfernen Türen wurden in die getriebenen Schalen klare Glaskristalle eingebettet. Sinnbilder des reinen Wassers, das vom Himmel fällt und tauperlengleich dastehen, für den, der durchgeht zum Hause des Herrn – dem Durchzug durch das Rote Meer gleich. Die künstlerisch gestalteten übergroßen Türdrücker sind aus Bronzeguss.
Ebenso wie das Eingangsportal ist der Tabernakel eine Arbeit von Agnes Mann, Poppenhausen. Er ist als Widerschein der Kirchenarchitektur in Gestalt eines Kristalls geformt. Der Kristall ist ein Sinnbild des Geistes und spiegelt sich für die Künstlerin Agnes Mann (1907–1994) in der Tabernakelform wider. Dazu wählte sie als Schmuckelement den gewachsenen Kristall, klaren, ungeschliffenen für die Tür, und krönend und vom Rand herabtropfend des goldenen Schreins, der geborgen liegt und erhoben wird in einem Kristallsockel. Dabei dachte die Künstlerin auch an den schweren Stein, der vor das Grab Christi gewälzt wurde.
Der Kreuzweg ist eine Arbeit von Günther Zeuner (1923–2011) (Speyer).
Die Entwürfe der beiden Betonglasfenster stammen von Jupp Jost (1920–1993) aus Hattersheim.

## Altarfenster
Die beiden großflächigen Altarfenster mit Motiven der sieben Sakramente sind Arbeiten von Glasermeister Karl-Heinz Pfeifer (Weidenau) aus dem Jahre 1990. Sie zeigen die Sakramente in der Reihenfolge von oben nach unten.
Linkes Fenster
- Taufe – Kreuz
- Weihesakrament in den drei Stufen der Diakon-, Priester- und Bischofsweihe – Kelch mit Hostie
- Ehe – verschlungene Ringe
- Krankensalbung – Heilige Ölung /Tropfen
- Eucharistie – Brot und Wein
- Bußsakrament – gekreuzte Stola

Rechtes Fenster
- Firmung – Hl. Geist in Form der Taube

## Die heutige Kirche
Kleinere Veränderungen geschahen in Anpassung an die liturgischen Bestimmungen des II. Vatikanischen Konzils in 1962. So wurde der Zelebrationsaltar dem Kirchenvolk zugewandt und zum Volksaltar umgestaltet.
Eine grundlegende Betonsanierung des Kirchturms wurde 2005 abgeschlossen.
Nach Ostern 2015 wurde die Kirche dann für eine erste Innenrenovierung nach 53 Jahren seit der Weihe 1962 ganz geschlossen. Die Wiedereröffnung erfolgte zum Pfarrfest am 4. Oktober 2015. In der Zwischenzeit fanden die Gottesdienste im Christoph-Kalb-Haus der Gemeinde Neuhof statt.

## Orgeln

### Erste Orgel 1890
Erste Pläne für eine Orgel für die Gieseler Kirche gab es bereits in 1826 unter dem damaligen Pfarrer Johann Bettinger (Böttinger). „der Orgelmacher von Bimbach, (wohl Joh. Markus Oestreich), hatte eine neue Orgel für 220 fl. angeboten“, deren Anschaffung wegen der fehlenden Finanzmittel nicht erfolgte.
Im Jahr 1844 gab es unter Pfarrer Georg Paul Körber wiederum den Plan, die „alte Orgel von Johannesberg Krs. Fulda“ käuflich zu erwerben. Dieser Plan scheiterte jedoch wegen der Unbespielbarkeit der Orgel. Unter Pfarrer Damian Graner lag 1855 ein neuer Kostenplan zum Neubau (wohl der neuen Kirche) vor, in dem auch für eine neue Orgel 525 Gulden enthalten waren. 1859 blieb der Antrag an das Bistum zur Bezuschussung für die Beschaffung einer Orgel erfolglos.
Die erste Orgel in Giesel wurde 1890 vom Orgelbauer Heinrich Hahner aus Fulda gebaut. Es war ein Instrument mit 10 Registern auf mechanischen Kegelladen.

### Zweite Orgel von 1928 und Umbau von 1963
1928 erfolgte ein zweiter Orgelbau durch Gebrüder Späth. Ob hierbei Teile der vorhandenen ersten Orgel verarbeitet wurden, ist unbekannt. Der zweite Orgelbau wurde durch eine amerikanische Spende in der alten Kirche ermöglicht.
Sie hatte folgende Disposition:
| I Hauptwerk C–f3 |            |       |
| 1.               | Prinzipal  | 8′    |
| 2.               | Gedackt    | 8′    |
| 3.               | Salizional | 8′    |
| 4.               | Oktave     | 4′    |
| 5.               | Mixtur 5f. | 2 ⁄3′ |

| II. Werk |              |     |
| 6.       | Bordun       | 16′ |
| 7.       | Konzertflöte | 8′  |
| 8.       | Gamba        | 8′  |
| 9.       | Aeoline      | 8′  |
| 10.      | Vox celestis | 8′  |
| 11.      | Klosterflöte | 4′  |

| Pedal C–d1 |          |     |
| 12.        | Subbaß   | 16′ |
| 13.        | Zartbaß  | 16′ |
| 14.        | Oktavbaß | 8′  |

- Koppeln: 5 Normal-, Sub- und Superoktavkoppeln
- Spielhilfen: 1 freie Kombination, 2 feste Kombinationen, Tutti, Schwellkasten für das ganze Werk

Kegelladen, pneumatische Traktur.
Prospekt: drei neugotische Felder.
1963 folgte ein dritter Umbau für die neue moderne Pfarrkirche durch Alban Späth. Fulda:
| I Hauptwerk C–f3 z. Z. Hauptwerk (wie 1928) |

| II. Werk |              |       |
| 6.       | Bordun       | 16′   |
| 7.       | Konzertflöte | 8′    |
| 8.       | Gamba        | 8′    |
| 9.       | Blockflöte   | 4′    |
| 10.      | Quinte       | 1 ⁄3′ |

| Pedal C–d1 |          |     |
| 12.        | Subbaß   | 16′ |
| 13.        | Zartbaß  | 16′ |
| 14.        | Oktavbaß | 4′  |

- Spielhilfen wie 1928.

Neuer Freipfeifenprospekt.

## Glocken

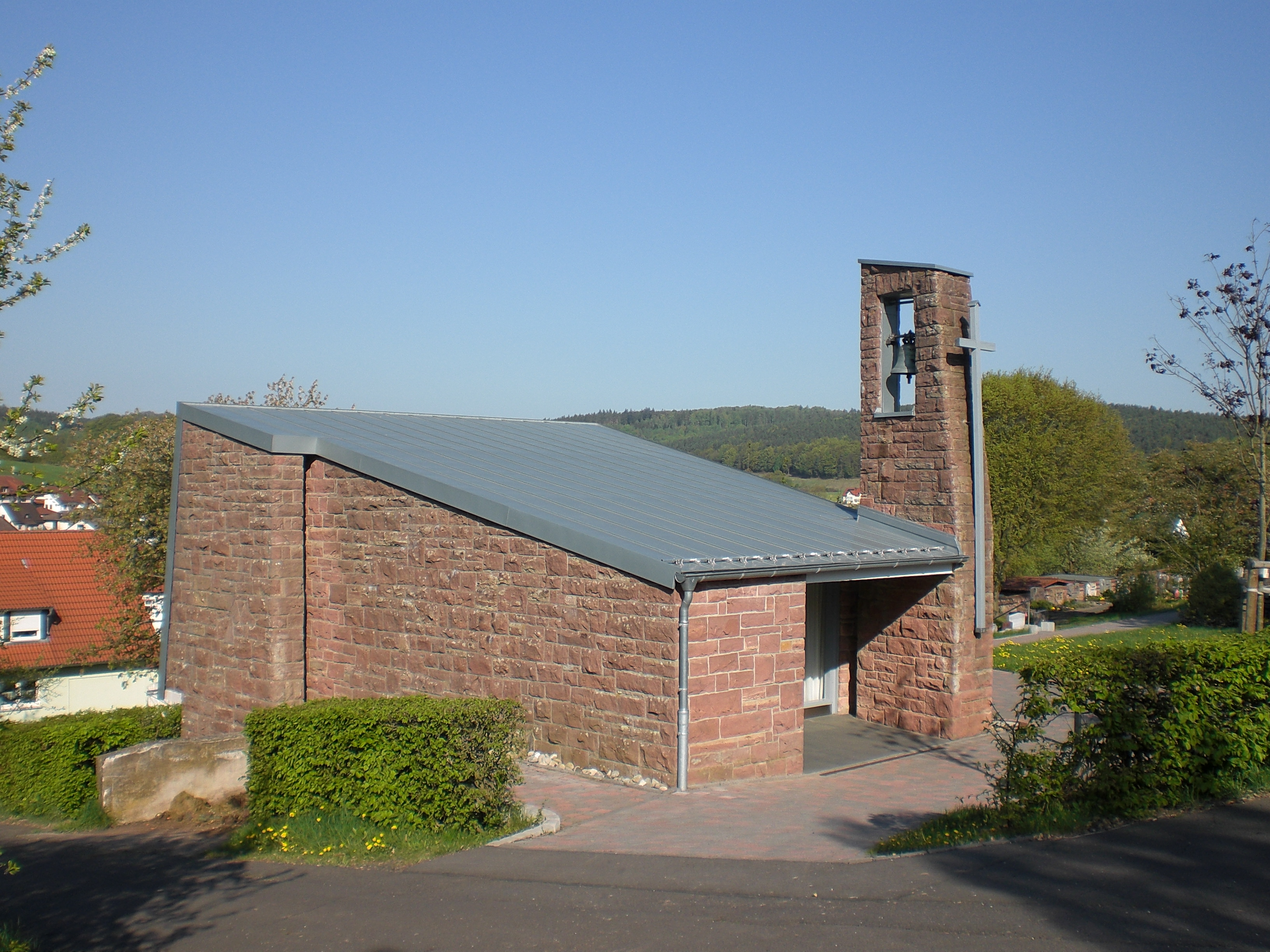
Die Friedhofskapelle Giesel mit der alten Laurentiusglocke von 1922 von Südwesten

Die alte Vorgängerkirche aus den Jahren 1856/1859 hatte ein Dreigeläute (Laurentius, Josef und Maria) das bis zum Ersten Weltkrieg Bestand hatte. Im Kriegsjahr 1917 erfolgte die Beschlagnahme von zwei Glocken des Geläutes für die Herstellung von Rüstungsmaterial. Besonders die Glocken des 19. Jahrhunderts mussten zur Einschmelzung abgeliefert werden. Gleiches wiederholte sich auch im Zweiten Weltkrieg im Jahr 1942. Betroffen waren jeweils die beiden Bronzeglocken „Josef“ und „Maria“ die den zentralen Glockenfriedhöfen in Hamburg zugeführt werden mussten. Jeweils in den Nachkriegsjahren 1922 und 1950 erfolgte eine Neubeschaffung der in beiden Weltkriegen eingeschmolzenen Glocken.
Die neue Kirche erhielt 1962 einen freistehenden 35 m hohen Glockenturm. Dieser ist mit einem beweglichen Wetterhahn gekrönt. In der Turmspitze unter dem Wetterhahn befindet sich die Glockenstube. In dem stählernen Glockenstuhl ist das Viergeläut aufgehängt, wobei die Laurentiusglocke als größte Glocke mit ihrem Klöppel aus der offenen Turmfassade herausschwingt. Das neue Geläute wurde durch die Beschaffung von zwei neuen Glocken (St. Laurentius, St. Anna) 1962 ergänzt, deren Glockenweihe am 23. März 1962 durch den Fuldaer Domkapitular Gottfried Flügel erfolgte.
Im Jahre 1962 wurde auch die neue Friedhofskapelle eingeweiht. Die noch vorhandene Laurentiusglocke aus dem Jahr 1950 wurde in den Glockenträger installiert und läutet bei Begräbnissen.
Aber schon 1971 mussten sie durch neue ersetzt werden, da die Glocken von der Glockengießerei Monasterium Eijsbouts aus Münster bereits irreparable Risse zeigten. Die zwei neu gegossenen Glocken wurden wie die bereits 1950 in der Glockengießerei Petit & Gebr. Edelbrock aus dem westfälischen Gescher gegossen. Zuständig für den neuen Glockenguss war Meister Hans Hüesker.
| Nr. | Name           | Ton  | Gussjahr | Gießer, Gussort                  | Gewicht (kg) | Gewicht (Ztr.) | Inschrift |
| 1   | St. Laurentius | gis1 | 1971     | Petit & Gebr. Edelbrock, Gescher | 550          | 11 Ztr.        | „HL. LAURENTIUS BITTE FÜR UNS – GIESEL 1971“ Gießerzeichen: Medaillon-Relief mit Wappen (drei Glöckchen) und Umschrift: „INGENIEUR HANS HÜSKER ME FECIT PETIT & EDELBROCK GESCHER i. WEST“                                                                      |
| 2   | St. Anna       | h1   | 1971     | Petit & Gebr. Edelbrock, Gescher | 325          | 6,5 Ztr.       | „HL. ANNA BITTE FÜR UNS – GIESEL 1971“ Gießerzeichen: Medaillon-Relief mit Wappen (drei Glöckchen) und Umschrift: „INGENIEUR HANS HÜSKER ME FECIT PETIT & EDELBROCK GESCHER i. WEST“                                                                            |
| 3   | St. Josef      | cis2 | 1950     | Petit & Gebr. Edelbrock, Gescher | 225          | 4,5 Ztr.       | „JOSEF 1950“ Gießerzeichen: einfacheres Gießereizeichen der Fa. Petit u. Gebr. Edelbrock, am Schlagring ein doppelter Zierreifen und an der Flanke Relief des hl. Josef. Den Hals schmückt ein Ornamentband und zwischen Zierreifen die Inschrift „JOSEF 1950“  |
| 4   | St. Maria      | g2   | 1950     | Petit & Gebr. Edelbrock, Gescher | 125          | 2,5 Ztr.       | „MARIA 1950“ Gießerzeichen: einfacheres Gießereizeichen der Fa. Petit u. Gebr. Edelbrock, am Schlagring ein doppelter Zierreifen und an der Flanke Relief der Immaculata. Den Hals schmückt ein Ornamentband und zwischen Zierreifen die Inschrift „MARIA 1950“ |

## Pfarrgemeinde
Die Gemeinde gehört seit 2021 zur Pfarrei St. Martin Fulda, zu der sich alle bisherigen Gemeinden des Pastoralverbundes St. Antonius von Padua Fulda-West zusammengeschlossen haben. Pfarrkirche ist die Kirche St. Andreas (Fulda-Neuenberg) in Fulda-Neuenberg.